# دیرینه‌هنر

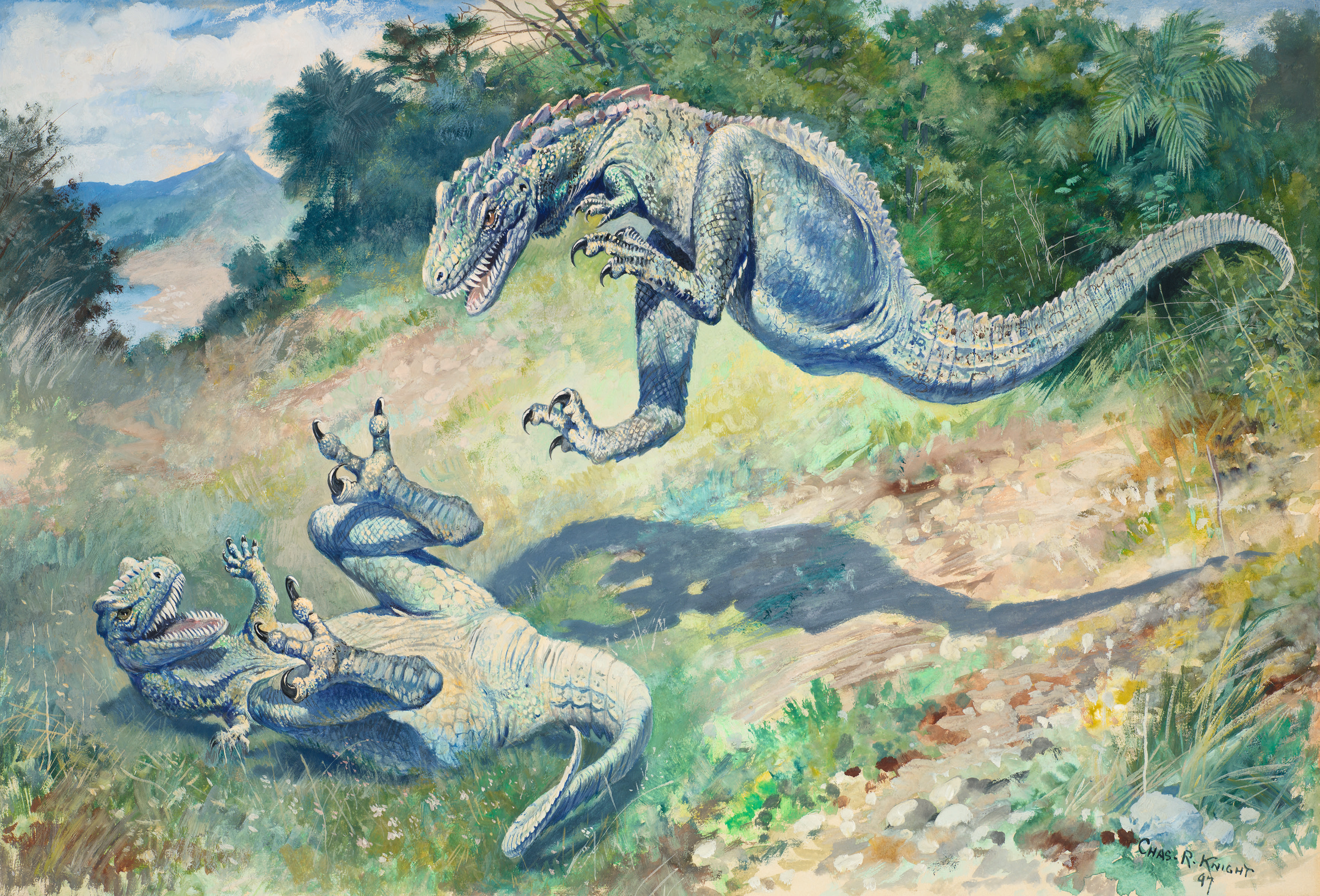
Leaping Laelaps اثر چارلز آر. نایت، ۱۸۹۷

دیرینه‌هنر یا پارینه‌هنر (Paleoart وهمچنین با املای palaeoart , paleo-art یا paleo art) هر اثر هنری اصیلی است که تلاش می‌کند تا زندگی پیشاتاریخ را بر اساس شواهد علمی به تصویر بکشد. آثار دیرینه‌هنر ممکن است بازنمایی بقایای فسیلی یا تصاویر تصوری از جانداران زنده و اکوسیستم آنها باشد. در حالی که دیرینه‌هنر به‌طور معمول به عنوان اطلاعات علمی تعریف می‌شود، اغلب اساس تصویرهای جانوران پیشاتاریخ در فرهنگ عامه است که به نوبه خود بر درک عمومی از این موجودات تأثیر می‌گذارد و علاقه به آنها را تشویق می‌کند. کلمه دیرینه‌هنر نیز به معنای غیررسمی به عنوان نامی برای هنر پیشاتاریخ، اغلب نقاشی‌های غارها استفاده می‌شود.

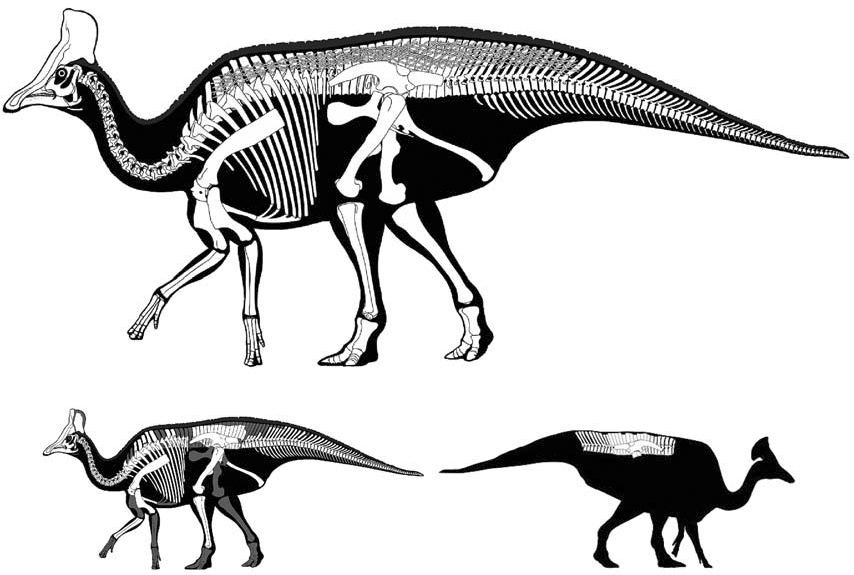
نمونه‌ای از بازسازی‌های اسکلتی که بسیاری از هنرمندان دیرینه به آن وابسته هستند: اولروتیتان اثر آندری آتوچین

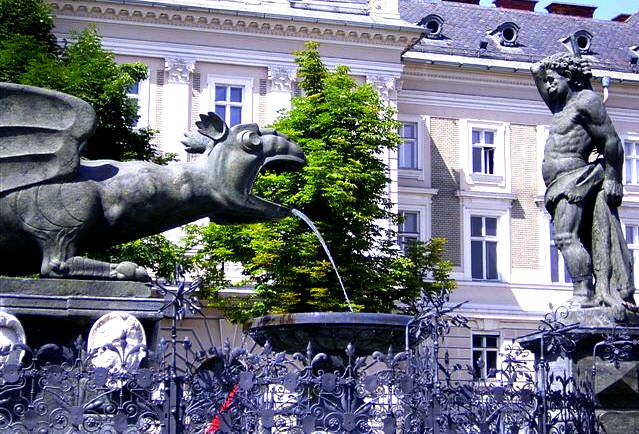
کرم لیندورم کلاگنفورت

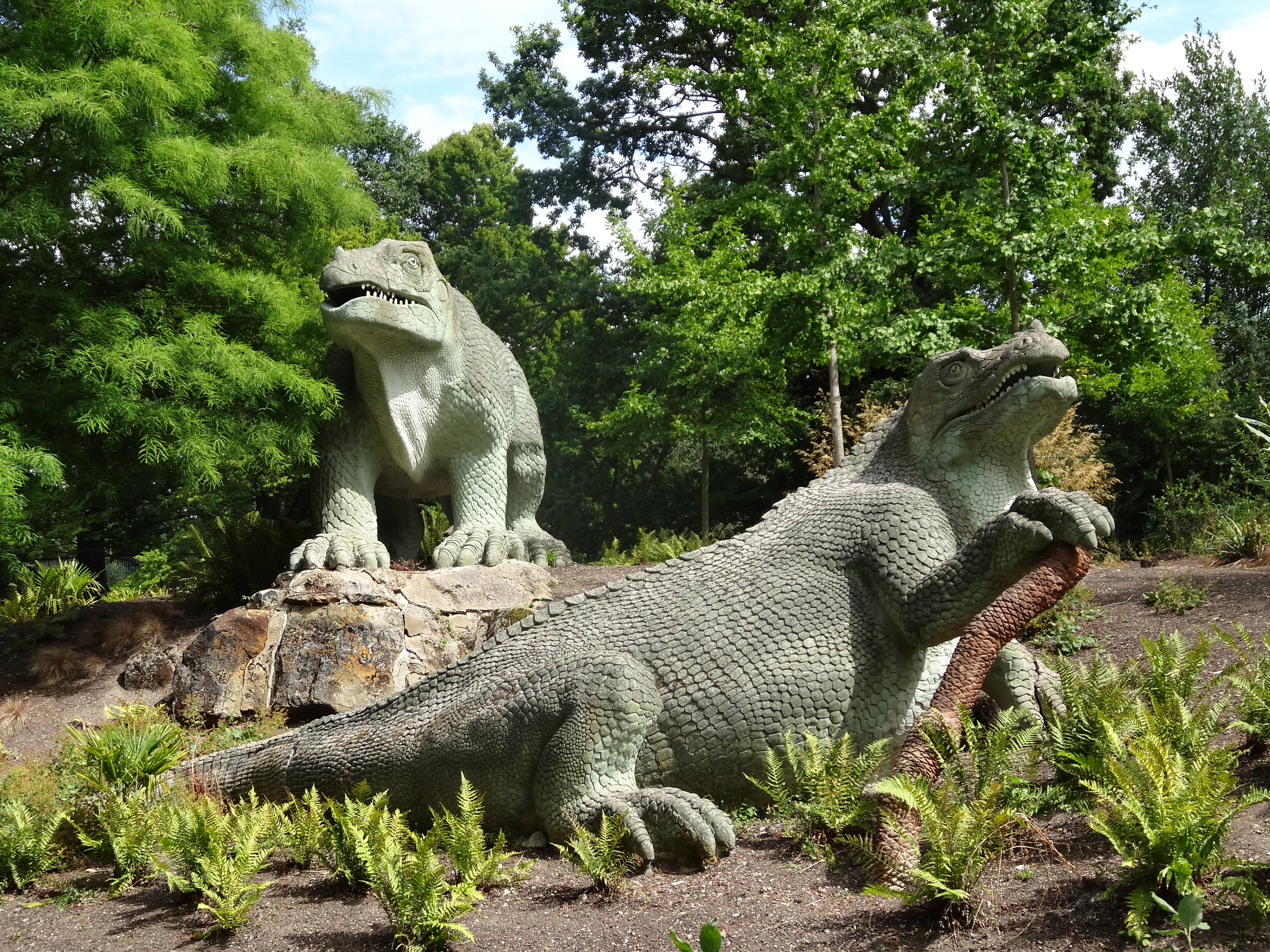
مجسمه‌های بنجامین واترهاوس هاوکینز در دهه ۱۸۵۰ از یک جفت ایگوانودون، برخی از دایناسورهای قصر کریستال

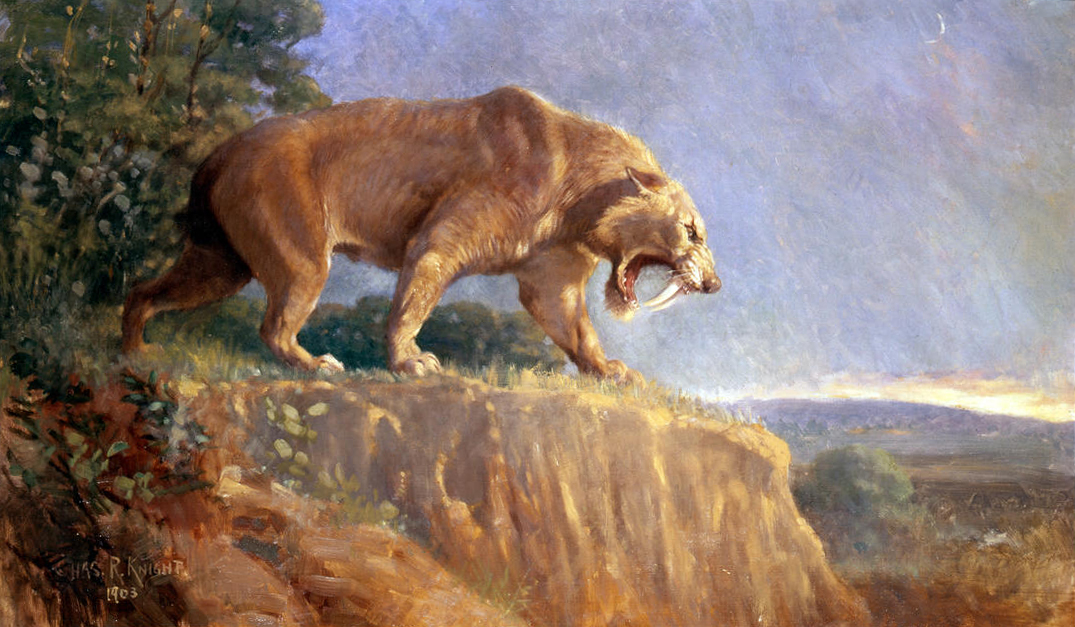
اسمایلودون اثر چارلز آر نایت (۱۹۰۳)